# Guerra espacial

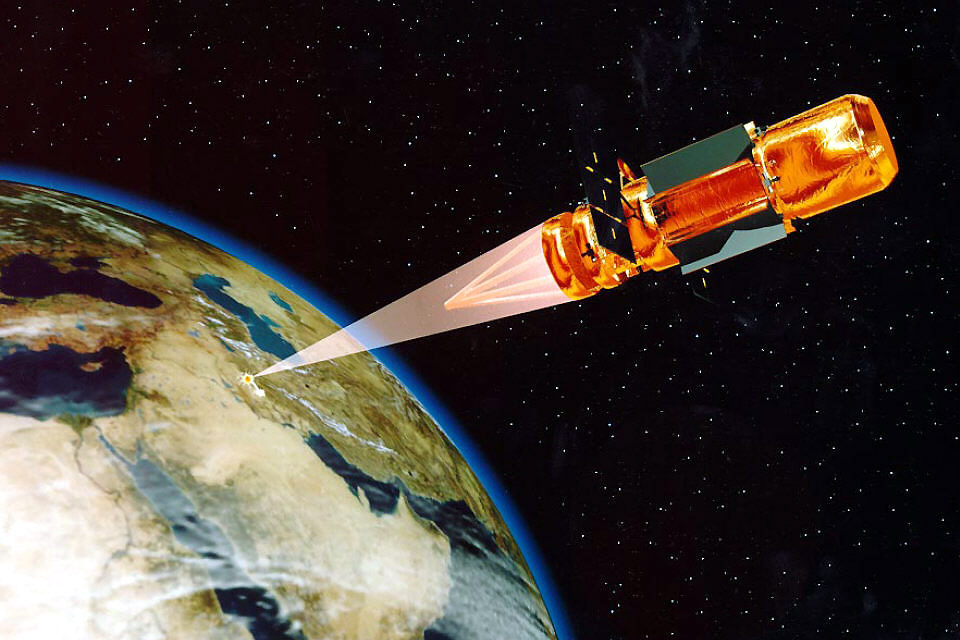
Recreación artística de un láser espacial con destino a un objetivo terrestre.

Guerra espacial es un hipotético combate en el que al menos uno de los beligerantes se sitúa en el espacio exterior. Por lo tanto, el alcance de la guerra espacial incluye la «guerra tierra-espacio» (atacar un satélite artificial desde tierra), la «guerra espacio-espacio» (un satélite atacando a otro satélite) y la «guerra espacio-tierra» (un satélite atacando a un objetivo en tierra). En la ficción, la guerra espacial es un tema y un subgénero de la ciencia ficción, donde se presenta con una gran variedad de realismo y verosimilitud.
No hay constancia pública de que haya tenido lugar alguna guerra real en el espacio, aunque se han realizado varias pruebas y demostraciones. Existen tratados internacionales que intentan regular los conflictos en el espacio y limitar la instalación de sistemas de armas espaciales, especialmente armas nucleares.

## Historia

### Década de 1960
Los primeros esfuerzos para llevar a cabo una guerra espacial se dirigieron a la guerra espacio-espacio, ya que los sistemas tierra-espacio se consideraban demasiado lentos y demasiado afectados por la atmósfera y la gravedad de la Tierra para ser efectivos en ese momento. La historia del desarrollo de la guerra espacial activa se remonta a la década de 1960 cuando la Unión Soviética comenzó el proyecto Almaz, un proyecto diseñado para obtener la capacidad de realizar inspecciones en órbita de satélites y destruirlos si fuese necesario. En los Estados Unidos un plan similar tomó forma, el proyecto Blue Gemini, el cual consistía en cápsulas Gemini modificadas que podrían desplegar armas y realizar vigilancia.
Una de las primeras pruebas de guerra espacial electrónica, la llamada prueba Starfish Prime, tuvo lugar en 1962 cuando Estados Unidos hizo explotar en el espacio un arma nuclear lanzada desde tierra para probar los efectos de un pulso electromagnético (EMP). El resultado fue la desactivación de muchos satélites en órbita, tanto estadounidenses como soviéticos. Los efectos nocivos y desenfocados de la prueba EMP llevaron a la prohibición de las armas nucleares en el espacio en el Tratado Espacial Exterior de 1967.
A principios de la década de 1960, el ejército de los EE. UU. produjo una película llamada Espacio y Seguridad Nacional (Space and National Security) que describía la guerra espacial.

### Décadas de 1970-1990

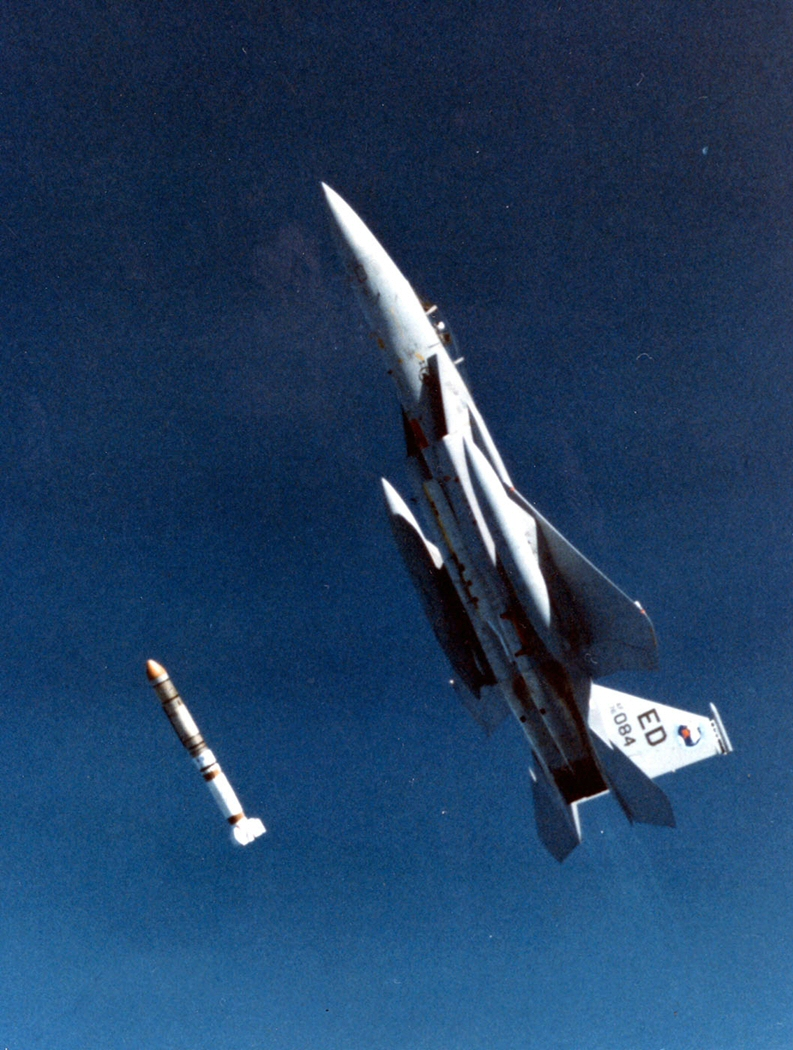
Un F-15 Eagle de la Fuerza Aérea de los Estados Unidos lanzando un misil antisatélite ASM-135 ASATen 1985

Durante la década de 1970, la Unión Soviética continuó con su proyecto y disparó un cañón para ensayar la defensa de su estación espacial. Sin embargo, esto se consideró demasiado peligroso como para hacerse con una tripulación a bordo, por lo que la prueba se realizó después de que la tripulación hubiera regresado a la Tierra.
Un informe soviético de 1976 sugirió que el diseño del transbordador espacial se había guiado por el requisito de lanzar una carga útil, como una bomba, sobre Rusia y regresar a tierra después de una sola órbita. Esto puede haber sido una confusión basada en los requisitos 3A y 3B para el diseño del transbordador, los cuales requerían que la nave pudiera desplegar o recuperar un objeto de una órbita polar en una sola pasada.
Tanto los soviéticos como los Estados Unidos desarrollaron armas antisatélite. Si bien los primeros esfuerzos fueron paralelos a otros conceptos de guerra espacio-espacio, Estados Unidos fue capaz de desarrollar armas antisatélite láser tierra-espacio en la década de 1980. No consta públicamente que ninguno de estos sistemas esté activo en la actualidad; sin embargo, si que se usa comúnmente una versión civil y menos poderosa del sistema láser tierra-espacio en la técnica astronómica de óptica adaptativa.
En 1984 se propuso la Iniciativa de Defensa Estratégica (SDI) en EE. UU., la cual fue popularmente conocida como la iniciativa de la «guerra de las galaxias» en honor a la popular franquicia de ciencia ficción La guerra de las galaxias (Star Wars).
En 1985, un piloto de la Fuerza Aérea de los Estados Unidos en un avión F-15 destruyó con un misil al satélite científico estadounidense P78-1, el cual estaba en una órbita de 555 km (345 millas) de altitud.

### Desde el año 2000

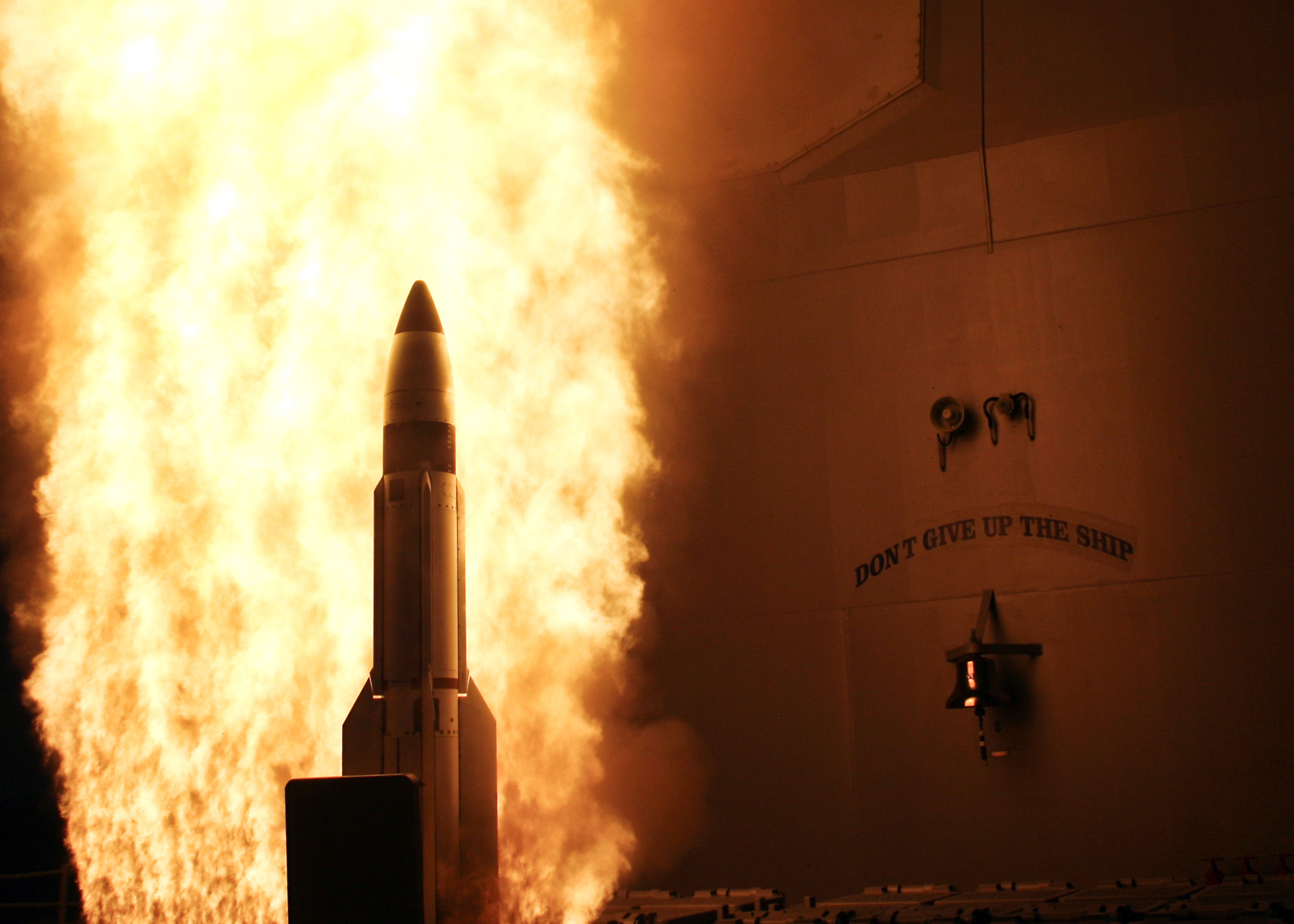
Un misil SM-3 lanzado desde un barco de EE.UU. para interceptar un satélite espía fallido

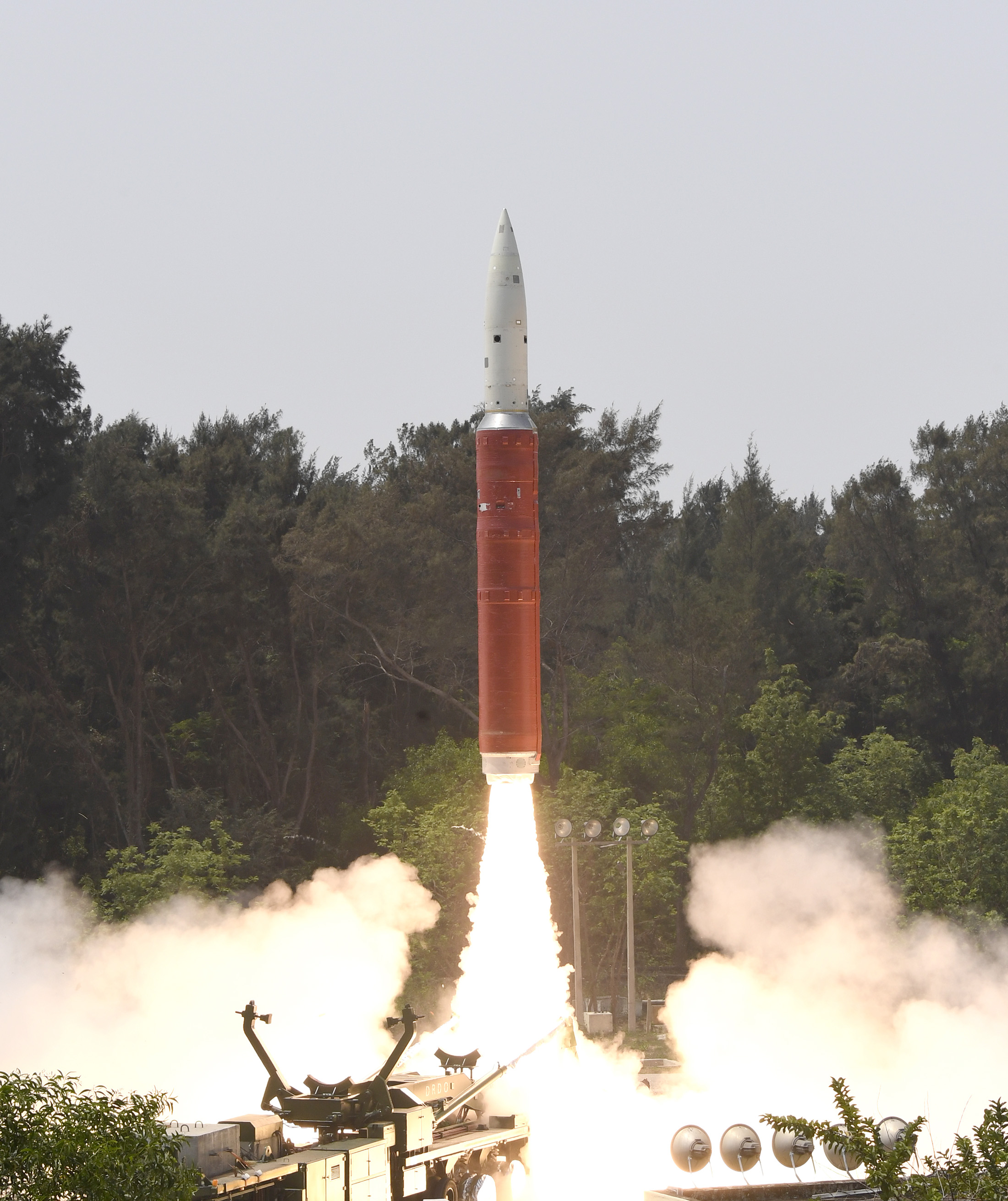
Lanzamiento de un interceptor derivado del Programa Indio de Defensa de Misiles Balísticos durante una prueba ASAT el 27 de marzo de 2019

El 11 de enero de 2007, la República Popular China probó con éxito un arma antisatélite lanzada mediante un misil balístico. Esta prueba resultó en duras críticas por parte de Estados Unidos, Reino Unido y Japón.
Los EE. UU. desarrollaron un misil interceptor, el SM-3, y lo probaron golpeando en pruebas balísticas objetivos en el espacio. El 21 de febrero de 2008, EE. UU. usó un misil SM-3 para destruir un satélite espía, el USA 193, mientras se encontraba a 247 kilómetros (133 millas náuticas) sobre el Océano Pacífico.
Japón alberga el misil SM-3, fabricado en Estados Unidos, y ha habido planes para albergar su versión terrestre en Rumania y Vietnam.
En marzo de 2019, la India derribó un satélite que orbitaba en una órbita terrestre baja utilizando un misil antisatélite (ASAT) en una operación denominada Mission Shakti, ingresando así en la lista de naciones con capacidades de guerra espacial. Al mes siguiente, creó la Agencia Espacial de Defensa y posteriormente, el 25 de julio, realizó su primer ejercicio de guerra espacial simulado, creando una doctrina espacial militar conjunta.
En julio de 2019, Emmanuel Macron pidió «un alto mando espacial para proteger» los satélites de Francia. Seguidamente, un plan fue publicado por oficiales militares franceses. La ministra de Defensa francesa, Florence Parly, anunció un programa de armas espaciales que enfocaría la estrategia de vigilancia espacial del país hacia la protección activa de sus recursos en el espacio (p.ej. satélites). Los proyectos descritos incluían: enjambres de nanosatélites de patrullaje, sistemas láser terrestres para cegar satélites de espionaje y ametralladoras montadas en satélites.

## Posible armamento espacial

### Armas balísticas

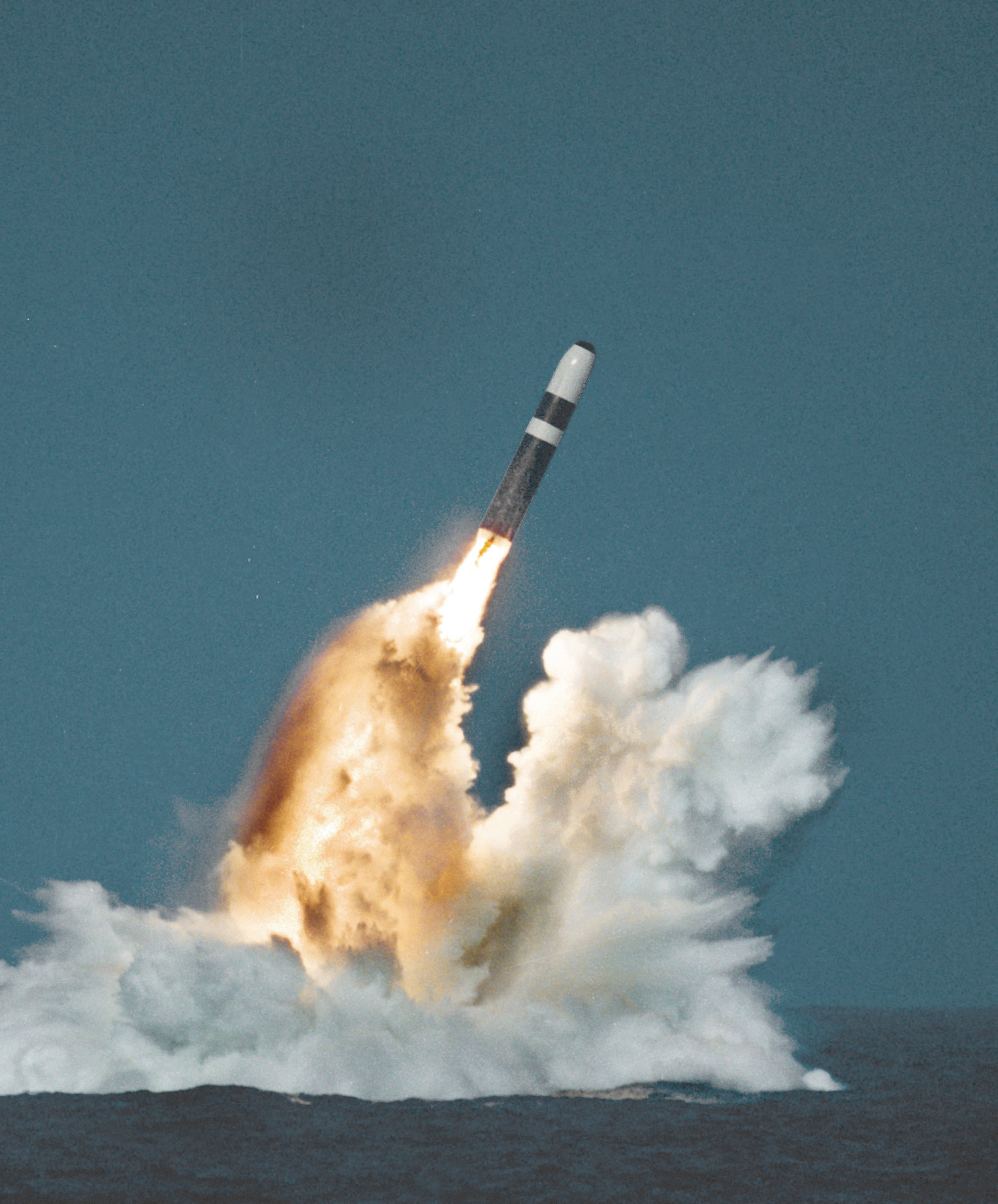
Un misil Trident lanzado desde un submarino de misiles balísticos de clase Vanguard de la Marina Real británica

A finales de la década de 1970 y durante la década de 1980, la Unión Soviética y los Estados Unidos teorizaron, diseñaron y, en algunos casos, probaron una variedad de armamento diseñado para la guerra en el espacio exterior. La guerra espacial se consideraba principalmente como una extensión de la guerra nuclear, y muchos sistemas teóricos se basaban en la destrucción o defensa de misiles terrestres y marítimos. Los misiles basados en el espacio no se desarrollaron debido al Tratado del espacio exterior, el cual prohibía el uso, prueba o almacenamiento de armas nucleares fuera de la atmósfera terrestre. Cuando Estados Unidos «se interesó en el uso de láseres basados en el espacio para la defensa contra misiles balísticos», se constataron dos hechos: el primero es que los misiles balísticos son frágiles, y el segundo, que los láseres químicos proyectan energía para destruir misiles (3.000 kilómetros). Esto significaba que se podían poner láseres en el espacio para interceptar un misil balístico.

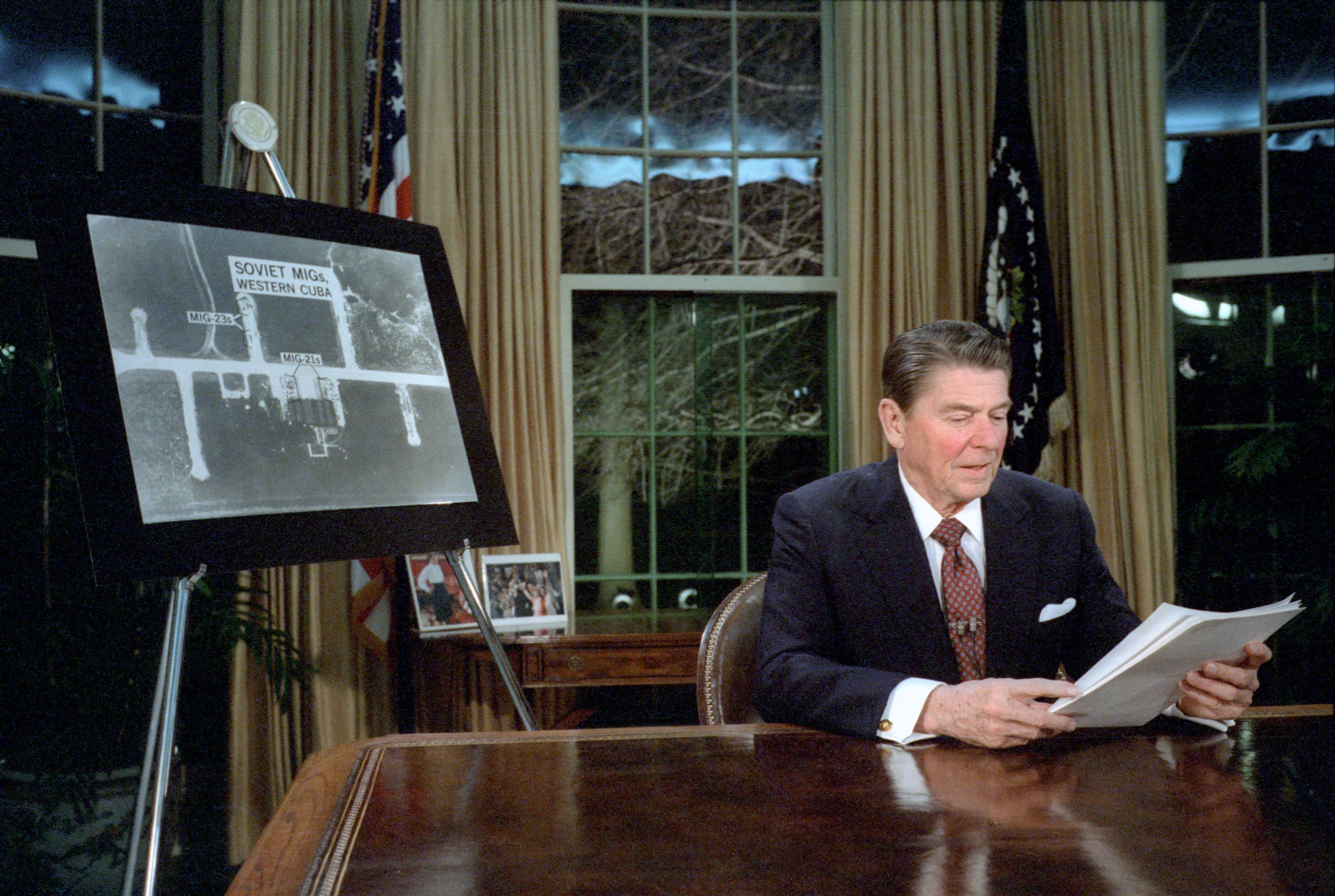
Ronald Reagan revelando su idea acerca de la Iniciativa de Defensa Estratégica el 23 de marzo de 1983

Los sistemas propuestos iban desde medidas tan simples como antimisiles terrestres y espaciales hasta cañones de riel, láseres espaciales, minas orbitales y armas similares. El despliegue de estos sistemas se consideró seriamente a mediados de la década de 1980 bajo la bandera de la Iniciativa de Defensa Estratégica anunciada por Ronald Reagan en 1983, utilizando el término «imperio del mal» para describir a los soviéticos (de ahí el apodo popular de «Star Wars»). Si la Guerra Fría hubiera continuado, muchos de estos sistemas podrían haberse implementado: los Estados Unidos desarrollaron cañones de riel que funcionaban y un láser que podría destruir misiles a distancia, aunque los requisitos de potencia, alcance y ciclos de disparo de ambos sistemas no eran prácticos. Las armas como el láser espacial fueron rechazadas, no solo por el gobierno, sino también por universidades, pensadores morales y personas religiosas porque habrían aumentado la carrera armamentista y cuestionado el papel de Estados Unidos en la Guerra Fría.

### Armas electrónicas
Con el final de la Guerra Fría y el continuo desarrollo de la tecnología satelital y electrónica, la atención se centró en el espacio como un escenario de apoyo a la guerra convencional. Actualmente, las operaciones militares en el espacio se refieren principalmente a las amplias ventajas tácticas de los sistemas basados en satélites de posicionamiento, comunicaciones y vigilancia o a los mecanismos utilizados para privar a un oponente de dichas ventajas tácticas.
En consecuencia, la mayoría de las propuestas espaciales que tradicionalmente se considerarían «armas» (un satélite de comunicaciones o de reconocimiento puede ser útil en la guerra, pero generalmente no se clasifica como un arma) están diseñadas para bloquear, sabotear o destruir por completo los satélites enemigos, y a la inversa, para proteger a los satélites amigos contra tales ataques. Con este fin, los EE. UU., y presumiblemente otros países también, están investigando grupos de satélites pequeños y altamente móviles llamados «microsats» (del tamaño aproximado de un refrigerador) y «picosats» (aproximadamente 1 pie cúbico de volumen (≈27 litros)) lo suficientemente agiles como para maniobrar e interactuar con otros objetos en órbita para repararlos, sabotearlos, secuestrarlos o simplemente chocar contra ellos.

### Bombardeo cinético

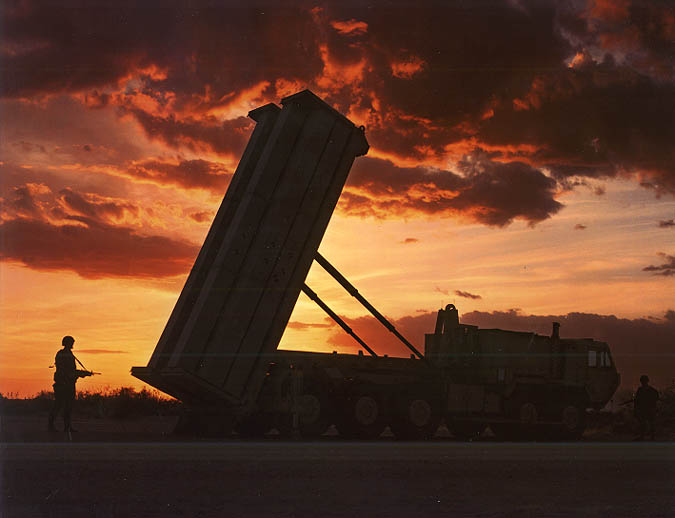
Lanzador THAAD del Ejército de EE.UU.

Otro uso teorizado implica el despliegue de armamento convencional en órbita para luego utilizarlo contra objetivos terrestres. Aunque los tratados internacionales prohíben el despliegue de misiles nucleares fuera de la atmósfera, otras categorías de armas no están reguladas en gran medida. Las armas terrestres tradicionales generalmente no son útiles en entornos orbitales, y pocas, si es que alguna, sobrevivirían a la reentrada atmosférica. Sin embargo, en la década de 1950 los Estados Unidos ya exploraban las posibilidades del bombardeo cinético, esto es, orbitar proyectiles no explosivos para lanzarlos luego desde la órbita terrestre baja contra objetivos terrestres duros.
Las armas cinéticas siempre han estado muy extendidas en la guerra convencional (balas, flechas, espadas, garrotes, etc.), pero la energía que tendría un proyectil al caer desde la órbita haría que tal arma rivalice con prácticamente todos los artefactos explosivos. Un impacto directo, presumiblemente, podría destruir todos los objetivos sin necesidad de armas nucleares, excepto quizás aquellos realmente resistentes.
El sistema involucraría un satélite 'observador', el cual identificaría objetivos desde la órbita mediante sensores de alta potencia, y un satélite 'ejecutor' cercano, el cual dejaría caer desde la órbita una especie de largo dardo de tungsteno, con un pequeño motor cohete, o simplemente dejaría caer una roca muy grande desde la órbita (como si fuese un asteroide). Esto sería especialmente útil contra objetivos grandes y poco resistentes, como p.ej. una ciudad. Aunque estos sistemas son un dispositivo común en la ciencia ficción, no hay evidencia pública de que alguna nación los haya implementado.

### Armas de energía dirigida

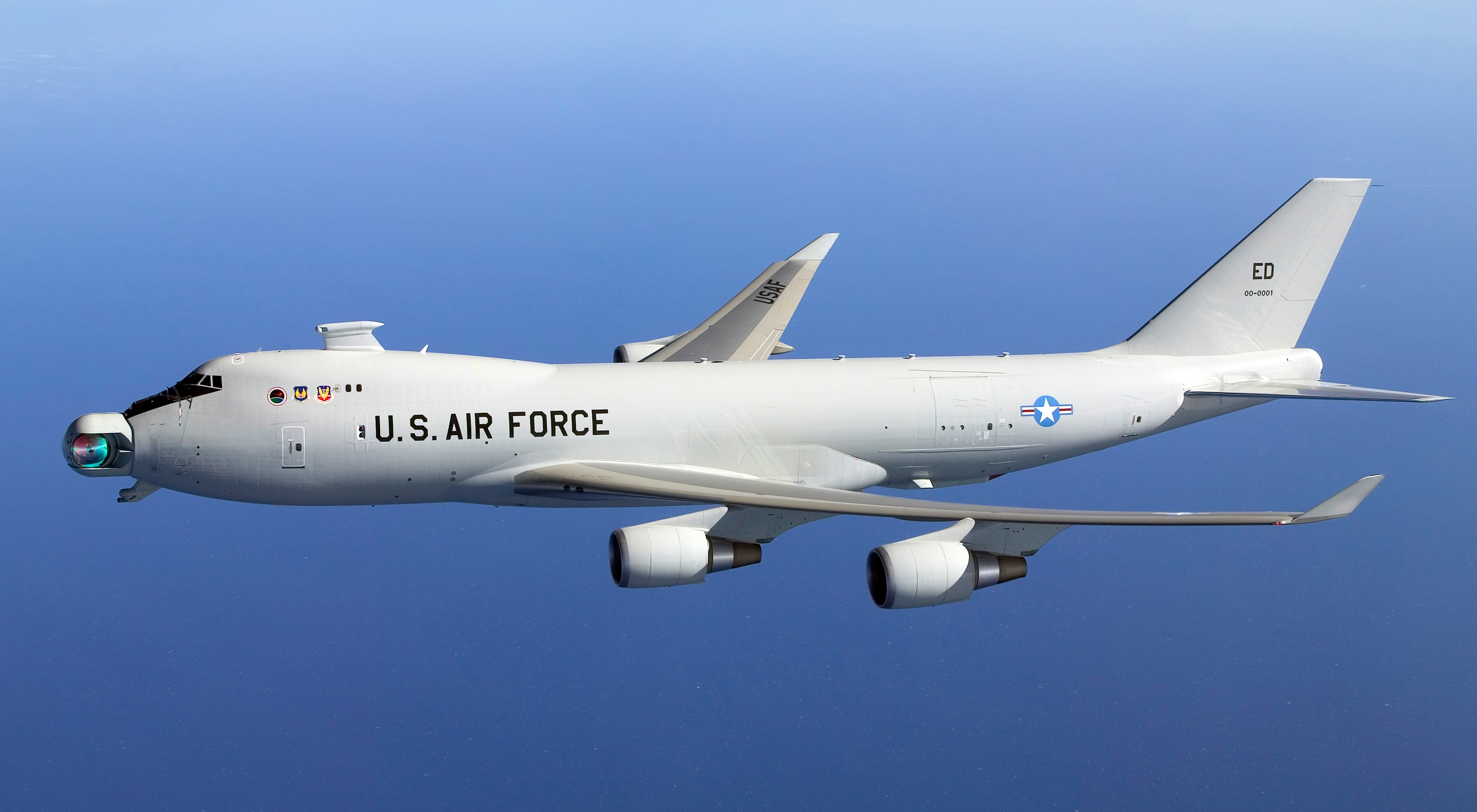
Un Boeing YAL-1 de la Fuerza Aérea de los Estados Unidos con un láser embarcado

Entre las armas de energía dirigida se incluyen los láseres, aceleradores de partículas lineales o el armamento basado en haces de partículas, microondas y plasma. Los haces de partículas involucran la aceleración de partículas cargadas o neutras en una corriente hacia un objetivo, a velocidades extremadamente altas, cuyo impacto crea una reacción que causa un daño inmenso. La mayoría de estas armas son teóricas o poco prácticas de implementar actualmente, con excepción de los láseres, que comienzan a usarse en la guerra terrestre. Dicho esto, las armas de energía dirigida son más prácticas y efectivas en el vacío (es decir, el espacio) que en la atmósfera terrestre, ya que en la atmósfera las partículas de aire interfieren con la energía dirigida y la dispersan. La Alemania nazi tenía un proyecto para tal arma, considerada una Wunderwaffe (arma milagrosa): el cañón solar, el cual habría consistido en un espejo cóncavo orbital capaz de concentrar la energía del sol en un objetivo terrestre.

## Consideraciones prácticas
Las distancias y velocidades involucradas en la guerra espacial son mucho mayores que las del combate terrestre. Tales distancias, las cuales se pueden medir en cientos de miles de kilómetros, plantean serios desafíos para la orientación y el seguimiento, ya que incluso la luz requiere de unos segundos para recorrer dichas distancias. Por ejemplo, si se intenta disparar sobre un objetivo a la distancia de la Luna desde la Tierra, la imagen que se ve refleja la posición del objetivo un poco más de un segundo antes. Por lo tanto, incluso un láser necesitaría aproximadamente 1,28 segundos, lo que significa que un sistema de armas basado en láser necesitaría liderar la posición aparente de un objetivo en 1,28 × 2 = 2,56 segundos. Un proyectil de un cañón de riel probado por la Armada de los EE. UU. tardaría más de dieciocho horas en cruzar esa distancia, suponiendo que viajase en línea recta a una velocidad constante de 5,8 km/s a lo largo de toda su trayectoria.
Tres factores conspiran para hacer muy difícil atacar objetivos en el espacio. En primer lugar, las grandes distancias involucradas significan que un error de incluso una fracción de grado en la solución de disparo podría resultar en un fallo por miles de kilómetros. En segundo lugar, los viajes espaciales implican velocidades tremendas según los estándares terrestres: un satélite geoestacionario se mueve a una velocidad de 3,07 km/s, mientras que los objetos en órbita terrestre baja pueden moverse hasta a 8 km/s. En tercer lugar, aunque las distancias son grandes, los objetivos siguen siendo relativamente pequeños. La Estación Espacial Internacional, actualmente el objeto artificial más grande en órbita terrestre, mide un poco más de 100 m en su tramo más grande. Otros satélites pueden ser órdenes de magnitud más pequeños.
La balística externa para objetivos terrestres estacionarios es enormemente complicada, y las dificultades para apuntar a objetos en el espacio hacen aún más difícil este problema. Además, aunque no es un problema para las armas cinéticas orbitales, cualquier arma de energía dirigida requeriría grandes cantidades de electricidad. Hasta ahora, las baterías más prácticas son las baterías de litio, y el método más práctico para generar electricidad en el espacio es a través de módulos fotovoltaicos, que actualmente solo tienen una eficiencia de hasta el 30%, y las celdas de combustible, que tienen un combustible limitado. La tecnología actual podría no ser práctica para impulsar láseres efectivos, haces de partículas y cañones de riel en el espacio. En el contexto de la Iniciativa de Defensa Estratégica, el Laboratorio Nacional Lawrence Livermore de Estados Unidos trabajó en un proyecto de láseres de rayos X basados en el espacio expandibles impulsados por una explosión nuclear, el Proyecto Excalibur, el cual fue cancelado en 1992 por falta de resultados.
Según el Mando de Operaciones Espaciales de la Fuerza Espacial de los EE. UU., para protegerse contra los ataques, la vigilancia espacial es mucho más importante que el endurecimiento o blindaje adicional de los satélites. Consecuentemente, su enfoque defensivo estará en las «arquitecturas espaciales desagregadas».

### Basura espacial
Los ataques antisatélite, especialmente aquellos que involucran vehículos cinéticos, pueden contribuir a la formación de basura espacial que puede permanecer en órbita durante muchos años e interferir con la actividad espacial futura o, en el peor de los casos, desencadenar un síndrome de Kessler.
En enero de 2007, China destruyó un satélite provocando más de 40.000 nuevos fragmentos de basura espacial con un diámetro superior a un centímetro y un aumento repentino de la cantidad total de escombros en órbita. Se cree que China estaría desarrollando técnicas de «destrucción suave» de satélites, tales como interferirlos electromagnéticamente o cegarlos, las cuales no generarían tanta basura espacial.

## Posible guerra espacial
La mayoría de los sistemas de comunicaciones del mundo dependen en gran medida de la presencia de satélites de comunicaciones en órbita alrededor de la Tierra. La protección de estos activos podría motivar seriamente a las naciones dependientes de ellos a considerar el despliegue de más armas espaciales, especialmente en aquellos conflictos que involucren a países avanzados con capacidades de acceso al espacio.
Desde 2017, la Fuerza Espacial de los Estados Unidos realiza un ejercicio militar anual llamado «Bandera espacial» (Space Flag) en la Base Peterson de la Fuerza Espacial, el cual involucra a un equipo rojo que simula ataques contra satélites estadounidenses.